# Todenbüttel
Todenbüttel est une commune de l'arrondissement de Rendsburg-Eckernförde, Land de Schleswig-Holstein.

## Géographie
La commune se situe à 20 km au sud-ouest de Rendsburg et 26 à l'est de Heide. À l'est passe la Bundesstraße 77 entre Rendsburg et Itzehoe et au sud-ouest la Bundesautobahn 23 entre Heide et Hambourg. Le canal de Kiel est non loin plus au nord.

## Histoire
L'église luthérienne de la Trinité de Todenbüttel est inaugurée le 5 octobre 1863 après deux ans de construction par l'évêque Wilhelm Heinrich Koopmann. La paroisse comprend Beringstedt, Haale, Lütjenwestedt, Osterstedt et Todenbüttel. Avant que l'église ne soit construite, Todenbüttel appartenait à la paroisse de Schenefeld.

## Jumelage
- Büchold (Allemagne) depuis 1974 (quartier de la ville bavaroise d'Arnstein)[1]